# 인스티게이터
《인스티게이터》(영어: The Instigators)는 2024년 개봉한 미국의 하이스트 코미디 영화로, 더그 라이먼이 감독을 맡았다.

## 출연진
- 맷 데이먼 - 로리
- 케이시 애플렉 - 코비
- 홍 차우 - 도나 리베라
- 폴 월터 하우저 - 부치
- 마이클 스툴바그 - 베세가이
- 빙 레임스 - 프랭크 투미
- 앨프리드 몰리나 - 리치 데치코
- 토비 존스 - 앨런 플린
- 잭 할로 - 스캘보
- 론 펄먼